# Гафвей-Ривер 168
Гафвей-Ривер 168 (англ. Halfway River 168) — індіанська резервація в Канаді, у провінції Британська Колумбія, у межах регіонального округу Піс-Ривер.

## Населення
За даними перепису 2016 року, індіанська резервація нараховувала 172 особи, показавши зростання на 1,2%, порівняно з 2011-м роком. Середня густина населення становила 4,3 осіб/км².
З офіційних мов обидвома одночасно не володів жоден з жителів, тільки англійською — 175. Усього 45 осіб вважали рідною мовою не одну з офіційних, з них усі — одну з корінних мов.
Працездатне населення становило 46,2% усього населення, рівень безробіття — 25%.

## Клімат
Середня річна температура становить 1,8°C, середня максимальна – 19,4°C, а середня мінімальна – -19,2°C. Середня річна кількість опадів – 504 мм.
| Клімат поселення                              | Клімат поселення | Клімат поселення | Клімат поселення | Клімат поселення | Клімат поселення | Клімат поселення | Клімат поселення | Клімат поселення | Клімат поселення | Клімат поселення | Клімат поселення | Клімат поселення | Клімат поселення |
| Показник                                      | Січ.             | Лют.             | Бер.             | Квіт.            | Трав.            | Черв.            | Лип.             | Серп.            | Вер.             | Жовт.            | Лист.            | Груд.            |                  |
| Середній максимум, °C                         | −6,86            | −3,18            | 2,07             | 9,61             | 15,20            | 19,40            | 19,20            | 18,04            | 13,26            | 7,26             | −3,32            | −8,06            |                  |
| Середня температура, °C                       | −13,04           | −9,37            | −4,12            | 3,42             | 9,02             | 13,21            | 15,31            | 14,15            | 9,35             | 3,38             | −7,22            | −11,96           |                  |
| Середній мінімум, °C                          | −19,24           | −15,56           | −10,3            | −2,79            | 2,84             | 7,02             | 11,41            | 10,26            | 5,46             | −0,53            | −11,12           | −15,85           |                  |
| Норма опадів, мм                              | 24               | 19               | 24               | 23               | 55               | 79               | 87               | 62               | 49               | 30               | 28               | 24               |                  |
| Середньомісячна швидкість вітру, м/с          | 2.39             | 2.40             | 2.70             | 2.90             | 2.99             | 2.76             | 2.50             | 2.39             | 2.59             | 2.79             | 2.49             | 2.40             |                  |
| Середньомісячна сонячна радіація, кДж/м²·день | 2229             | 5301             | 10484            | 15849            | 19236            | 21146            | 20467            | 16765            | 10908            | 5640             | 2645             | 1544             |                  |
| --------------------------------------------- | ---------------- | ---------------- | ---------------- | ---------------- | ---------------- | ---------------- | ---------------- | ---------------- | ---------------- | ---------------- | ---------------- | ---------------- | ---------------- |
| Джерело:                                      |                  |                  |                  |                  |                  |                  |                  |                  |                  |                  |                  |                  |                  |